# Jereváni metró
A Karen Demircsján Jereváni metró (örményül: Կարեն Դեմիրճյանի անվան Երևանի մետրեոպոլchy, köznyelvi nevén Jereván metró (örményül: Երևանի մետրո), Örményország fővárosának, Jerevánnak a metrórendszere. Hivatalosan 1981. március 7-én nyitották meg, ez volt a Szovjetunió nyolcadik metrórendszere. A metrónak csupán egy vonala van amely 12,1 km hosszan tíz állomást foglal magában. A jövőben két új állomással és egy teljesen új vonallal bővülhet. A metróvonal Örményország kormányának és Jereván önkormányzatának tulajdonában van, üzemeltetője a Karen Demirchyan Yerevan Subway CJSC és a Közlekedési és Kommunikációs Minisztérium.
Ellentétben a legtöbb korábbi szovjet metrórendszerrel, állomásai nem túl mélyek: két állomás van a föld felett, egy a felszín alatt, a fennmaradó állomások pedig mélyszintnek minősülnek. Ezek az állomások azonban meglehetősen sekélyek, átlagosan csak 16–22 méter mélységben vannak a felszín alatt. Csak három állomás van 30 méternél mélyebben: Marsall Bagramján (37,5 m), Barekamutjun (42 m) és Jeritaszardakan (37 m). Az állomások nemzeti motívumokkal díszítettek. A metró 13,4 kilométeres vágányon fut, és jelenleg tíz aktív állomást szolgál ki.

## Történet

### Tervek és kivitelezés
1967. május 3-án fogadták el a jereváni metró megvalósíthatósági tanulmányáról című dokumentumot, amelyet jóváhagyásra elküldtek az Szovjetunió Állami Tervbizottságának. Moszkva azonban úgy érezte, hogy az indoklás nem túl meggyőző. Jereván hosszas küzdelem után "zöld utat kapott" az Armgiprotransz Intézet létrehozására és egy 4 kilométeres földalatti gyorsvillamos vonal megépítésére, amelynek több helyen kellett volna fonódnia a felszíni villamos vonalakba.
Az első metróvonal első ütemének építése 1972-ben kezdődött, mivel a gyorsvillamos vonal a jövőbeni metróként való felhasználást szem előtt tartva épült. A villamos földalatti szakaszait az adott területnek megfelelő metrószabvány szerint alakították ki, és azzal az elvárással építették, hogy a vonalak néhány évtizeden belül metróvá alakulnak.
1977. október 6-ig, amikor befejeződött a mintegy 4 kilométernyi alagút építése, a Központi Bizottság és a Szovjetunió Minisztertanácsa közötti hosszú megállapodást követően elfogadták a jereváni metró megépítéséről szóló határozatot. Ez az esemény lendületet adott a teljes metró felgyorsított tervezésének és építésének.
Az első vonal megnyitására 1981. február 24-én került sor az Állami Bizottság által. Majd március 7-én a metró ünnepélyes megnyitóján írták alá az átvételi okiratokat. Az első szakasz kezdő szakasza 7,6 km hosszú (ebből 1,9 km a föld feletti szakasz), és 4 állomást foglal magában: Barekamutiun, Saralanji (ma Marsall Bagramján), Jeritaszardakan és Szaszuni Dávid. Pár hónapos késéssel, decemberben pedig megnyílt a Lenin téri állomás (ma Köztársaság tér).
A mai napig a jereváni metró egy vonallal és egy további leágazással rendelkezik, amelyek teljes hossza 13,4 km.

### Az állomások tervezése és kialakítása

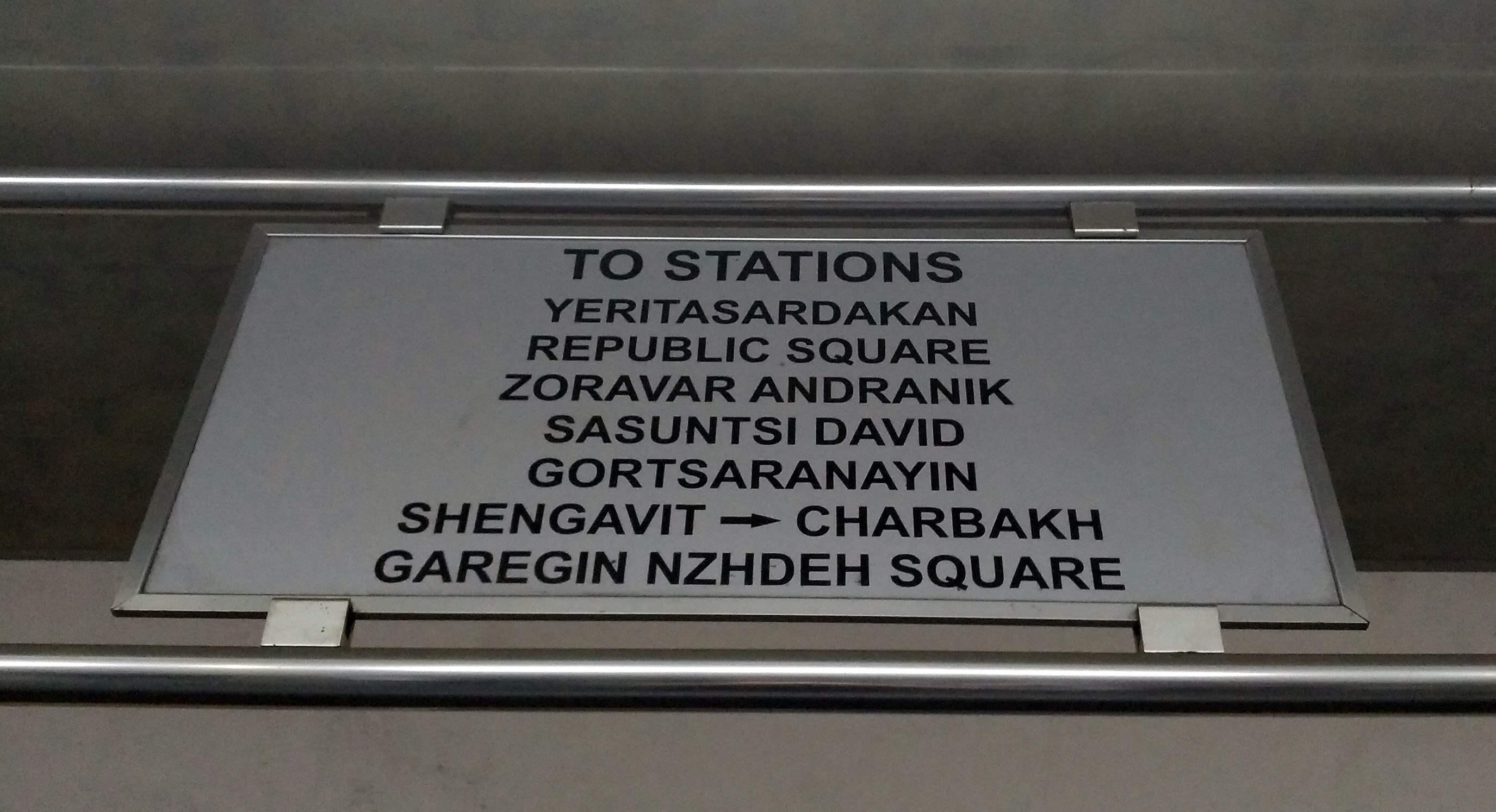
Angol nyelvű kiírás a Marsall Bagramján állomáson

A jereváni metró megépült állomásai két típusra oszthatók: előre gyártott monolit oszlopos és pilon típusú monolit betonra.
Az első vonal állomásainak nincsen építészeti analógja, a Szovjetunió számos régiójából érkezett gránit, márvány, tufa, bazalt, gabbró, travertínó kövekből épült. Az állomásokat díszítő domborművek és dísztáblák az örmény nép évszázados történetét mesélik el. Az állomások művészi díszítésében és kialakításában moszkvai, ukrajnai, udmurtföldi és burjátföldi kézművesek vettek aktívan részt.
1999. december 28. óta a jereváni metró Karen Demircsján, örmény politikus és parlamenti képviselő nevét viseli.
2014-ig a pályaudvarokon örmény nyelvű hangos bejelentések hangzottak el, majd ezután kezdték el angolul szinkronizálni. Az állomásokon az örmény nyelvű táblák és feliratok oroszul és angolul duplikálva vannak.
Զգուշացէք դռնէրը փակվում էմ
(Zgusácek drneri pákvum em / Legyenek óvatosak, az ajtók záródnak)

Հաջորդ կայարանը...
(Hádzsord kájáráne... / A következő állomás...)

### Korszerűsítés
A 2020-as évek közepén a jereváni metró modernizáláson és korszerűsítésen esett át. Ezekre a programokra körülbelül 6,3 milliárd dramot fordítottak. A metró depóját is felújították, valamint korszerűsítették a 825 voltos kábelcsatlakozási pontokat, emellett elkezdték a mozgólépcsők cseréit is.

### Állomások
| Állomás             | Megnyitás          | Vonal                    | Kép |
| ------------------- | ------------------ | ------------------------ | --- |
| Barekamutjun        | 1981. március 7.   | 1-es metróvonal          |     |
| Marsall Bagramján   | 1981. március 7.   | 1-es metróvonal          |     |
| Jeritaszardakan     | 1981. március 8.   | 1-es metróvonal          |     |
| Köztársaság tér     | 1981. december 26. | 1-es metróvonal          |     |
| Zoravar Andranik    | 1981. december 26. | 1-es metróvonal          |     |
| Szaszuni Dávid      | 1981. március 7.   | 1-es metróvonal          |     |
| Gortszaranajin      | 1983. június 11.   | 1-es metróvonal          |     |
| Sengavit            | 1985. december 26. | 1-es metróvonal          |     |
| Csarbak             | 1996. december 26. | 1-es metróvonal (kitérő) |     |
| Garegin Nzsdehi tér | 1987. január 4.    | 1-es metróvonal          |     |

### Díjazás

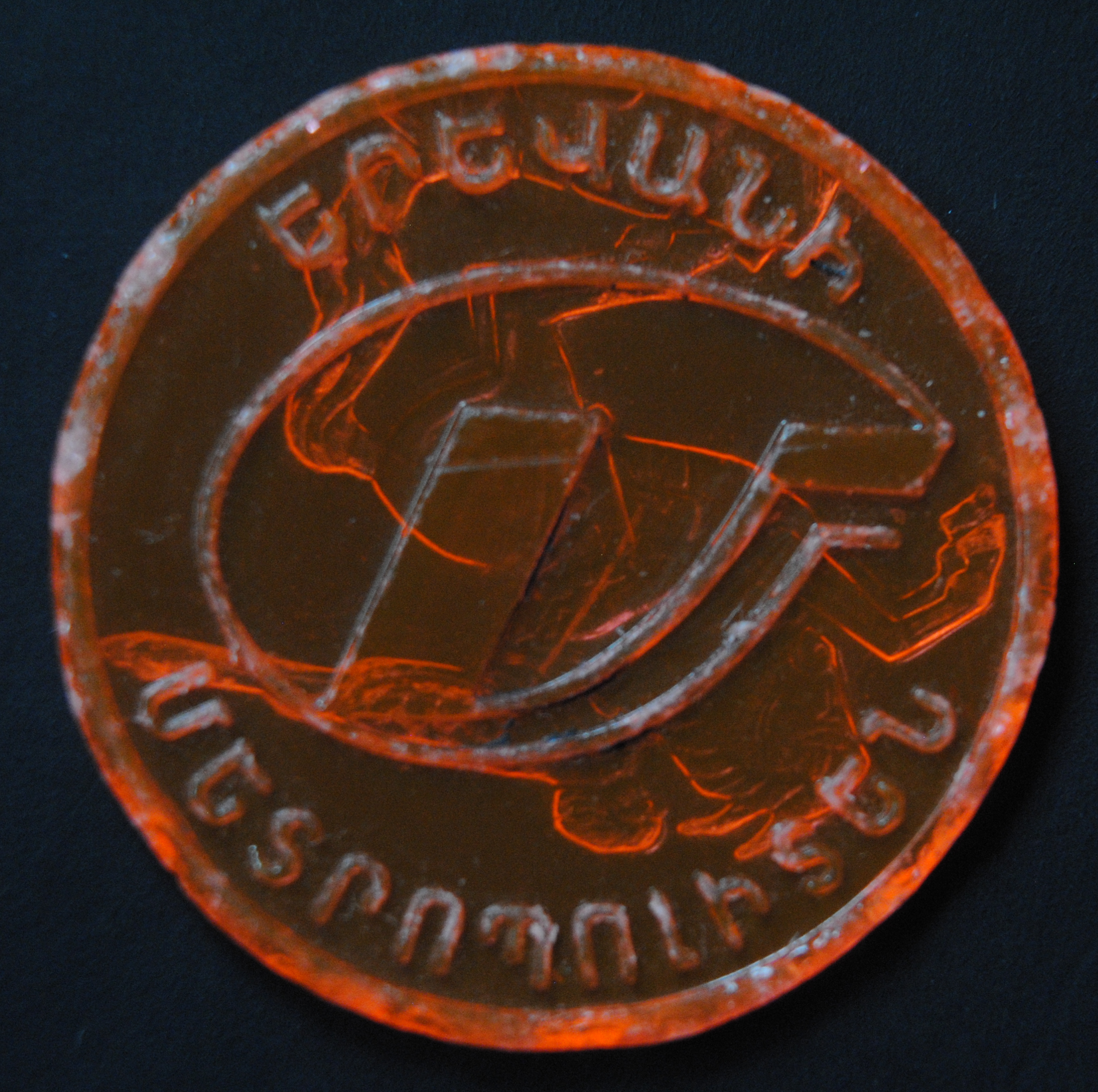
Metró zseton

A metró megnyitásakor a viteldíj 5 kopejka volt. 1991 után az érméket először fém, majd műanyag zsetonok váltották fel. 2009 májusától olyan forgókapukat szerelték fel, amelyek lehetővé tették mind a zsetonnal, mind a műanyag kártyával történő áthaladást. Jelenleg a zsetonos rendszer még mindig elérhető, azonban 2024-ben új, érintés nélküli QR kódos fizetési rendszer került beüzemeltetésre.

## Bővítések
A jereváni metróvonal meghosszabbítását 20 éve tervezik. Ez a munka két új állomás megnyitását jelentené, amelyek közül az első az Ajapnjak, amely a jelenlegi végállomást (Barekamutjun) követné, majd a Nazarbekján állomás, amely a jövőbeni végállomás lenne.
Eredetileg a Szovjetunió éveiben elkészült az Ajapnjak állomásra vezető alagút és a bejárat. Azonban a Hrazdan folyót átívelő hídjának megépítése elmaradt és hatalmas költségek miatt azonban ez a projekt egyelőre nem valósult meg.
Az építkezés a tervek szerint 2026-ban kezdődik és mintegy négy évig fog tartani.
Emellett a kormány további bővítést tervezne a jövőben épülő Akadémiai város (Davitashen) felé, amelyet akár a Csarbak kitérőállomással is összekapcsolnának, egy körmetrót alkotva.